# 趙紹宗 (1907年)
趙紹宗（1907年—1940年4月16日），字耀之。河北保定人，曾任國民革命軍第五十三軍一一六師師長。

## 生平
早年就讀東北陸軍講武堂六期步兵科，畢業後加入張作霖的東北軍，任東北軍一二九師六三八團團長。1935年5月25月25日晉升中校。1939年4月29日任國民革命軍第五十三軍一一六師師長，同年6月24日晉任為陸軍少將。1940年4月16日湖南嶽陽病逝。